# فرودگاه کیپ نونهام لرس
فرودگاه کیپ نونهام لرس (به انگلیسی: Cape Newenham LRRS Airport) یک فرودگاه نظامی بهره‌برداری هوایی با کد یاتا EHM است که یک باند فرود شن دارد و طول باند آن ۱۲۰۴ متر است. این فرودگاه در کشور ایالات متحده آمریکا قرار دارد و در ارتفاع ۱۶۵ متری از سطح دریا واقع شده‌است.